# Сабанов, Тотраз Бакгериевич
Тотраз Бакгериевич Сабанов — советский хозяйственный и политический деятель.

## Биография
Родился в 1926 году в селе Христиановское. Член КПСС.
Окончил Горский сельскохозяйственный институт.
В 1944—1946 гг. — тракторист Дигорской МТС.
В 1951—1956 гг. — главный агроном, директор Комсомольской МТС.
В 1956—1960 гг. — секретарь, второй секретарь, в 1960—1965 гг. — первый секретарь Дигорского райкома КПСС.
В 1965—1977 гг. — первый секретарь Ардонского райкома КПСС.
В 1977—1982 гг. — министр мелиорации и водного хозяйства Северо-Осетинской АССР.
В 1982—1983 гг. — секретарь Северо-Осетинского обкома КПСС.
В 1983—1987 гг. — председатель Президиума Верховного Совета Северо-Осетинской АССР.
В 1987—1991 гг. — директор Северо-Осетинской школы управления работников аграрно-промышленного комплекса.
Избирался депутатом Верховного Совета РСФСР 10-11-го созывов. Делегат XXIII и XXVII съездов КПСС.
Умер в 2016 году во Владикавказе.

## Награды
- Орден Трудового Красного Знамени (дважды)